# Express.js
{{Инфокутија софтвер
| име                        = Express.js
| логотип                       = Expressjs.png
| снимак_екрана                  = 
| програмер                  = TJ Holowaychuk
| објављен                   = {{|2010|11|16}}
| верзија_најновијег_издања  = 
| датум_најновијег_издања    = 
| најновија_прелиминарна_верзија        = 
| датум_најновије_прелиминарне_верзије = 
| програмски_језик                     = JavaScript
| оперативни_систем          = 
| платформа                  = Node.js
| величина                   = 
| број_језика                   = 
| жанр                       = 
| лиценца                    = 
| стандард                  = 
| веб-сајт                    = 
}}
Express.js je veb aplikacija u okviru Node.js servera, dizajnirana za izradu јednostraničnih, višestraničnih i hibridnih veb aplikacija. To je de fakto standardni serverski okvir za Node.js. Autor originalnog programa TJ Holawaycuk je bio inspirisan Sinatra softverskim serverom, što znači da je relativno mali sa mnogo mogućnosti za nadogradnju. Exspress.js je pozadinski deo MEAN steka, zajedno sa Mongo DB bazom podataka i celokupnim Angular.js okvirom.
U junu 2014. godine kompanija StrongLoop  je dobila prava upravljanja. StrongLoop je kupljen od strane IBM-a u septembru 2015.  ;u januaru 2016. IBM je objavio da će staviti Express.js pod upravu Node.js inkubator fondacije.

## Upotreba
- Kompanija Netflik[7]